# Tivoli (Oslo)

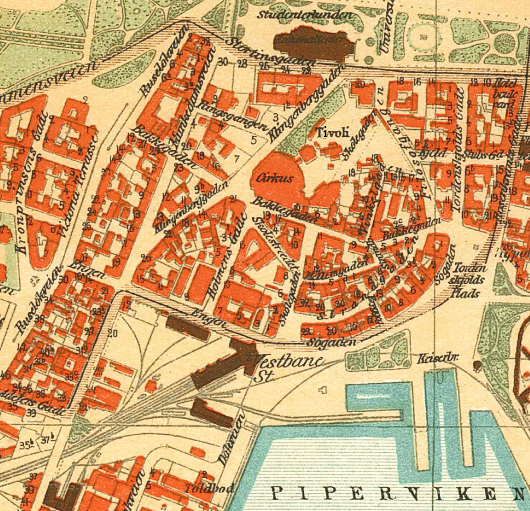
Das Osloer Stadtviertel ”Vika“ mit dem Tivoli, 1917

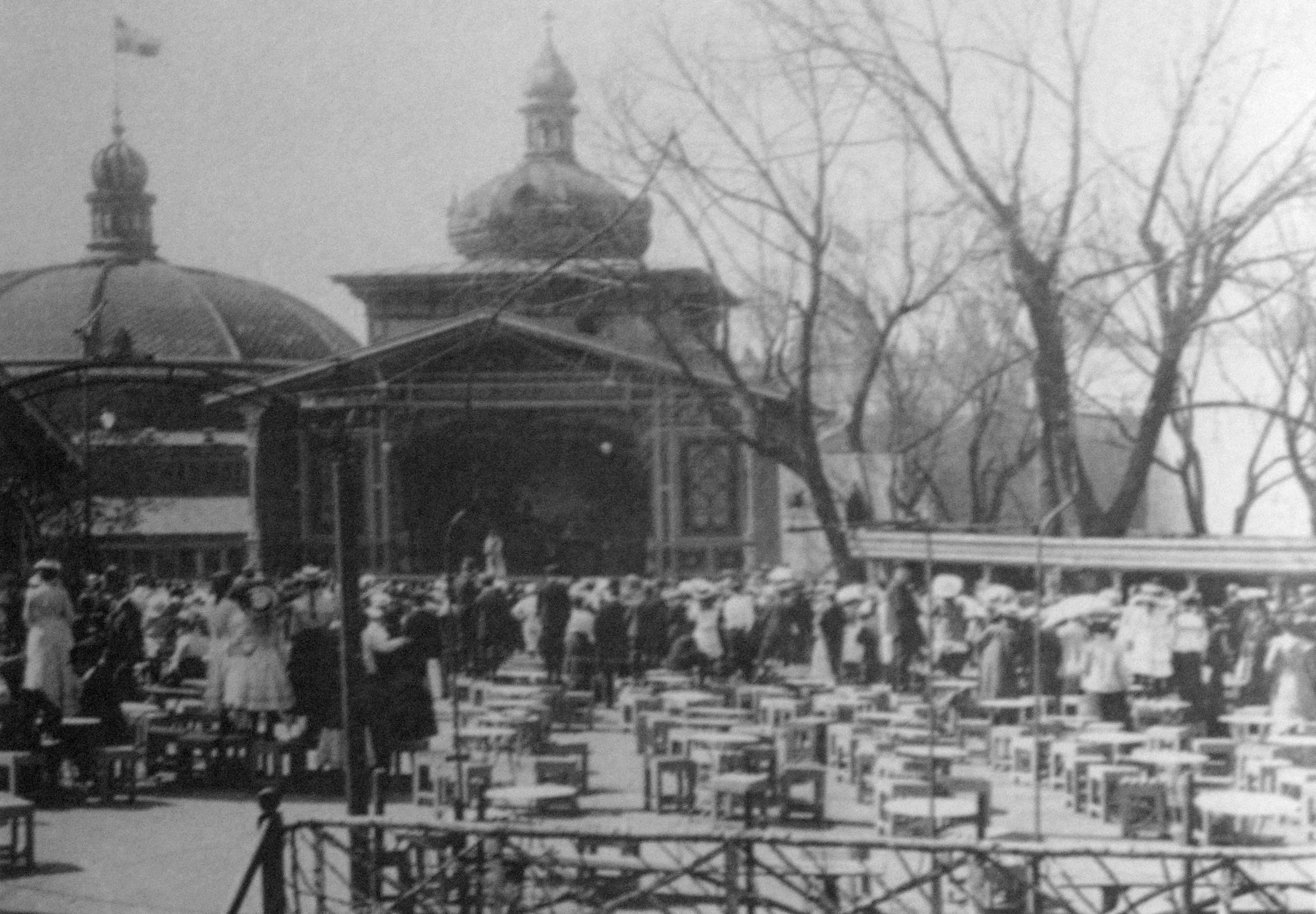
Der Biergarten des Tivoli

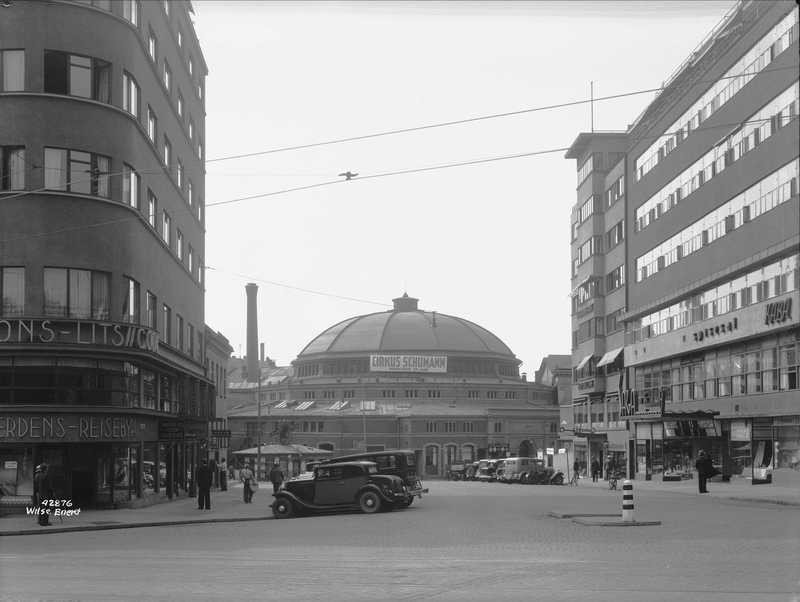
Der „Cirkus Verdensteater“ kurz vor seinem Abriss 1935

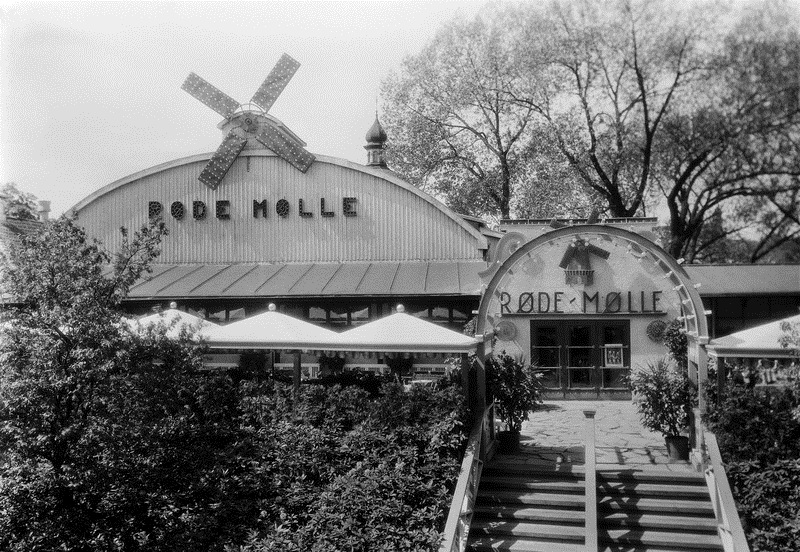
Das Tanzlokal ”Røde Mølle”

Das Tivoli war ein Gelände in der norwegischen Hauptstadt Christiania, heute Oslo mit Freizeit-, Vergnügungs- und Unterhaltungseinrichtungen. Es wurde am 4. November 1877 im Stadtteil Klingenberg, im Bereich zwischen der Prachtstraße Karl Johans gate und der Pipervika, eröffnet und Ende 1934 geschlossen.

## Geschichte
Das Tivoli in Oslo wurde von dem schwedischen Schauspieler und Theaterdirektor Knut Tivander im Jahr 1877 begründet, ging jedoch aufgrund schwacher finanzieller Ausstattung des Unternehmens, bereits nach zwei Jahren in Konkurs. Daraufhin wurde der Park mit seinen Anlagen von dem Dänen Bernhard Jacobsen übernommen, der das Tivoli bis zum Jahr 1898 betrieb. In dieser Zeit erlebte es seine Blütezeit und es entstanden große Bauten für Zirkus, Theater und Kabarett, Freiluftbühne sowie ausgedehnte Biergärten. Im Winter befand sich auf den Freiflächen des Tivoli eine weitläufige Schlittschuhbahn. Seine letzte Saison hatte das Tivoli im Jahr 1934. Im Jahr 1937 wurde im Zuge der Stadtentwicklung das gesamte Stadtviertel flächensaniert und das gesamte Areal des Tivoli mit allen baulichen Anlagen abgerissen.

## Einrichtungen des Tivoli
Das Tivoli bestand vor allem aus drei großen Vergnügungseinrichtungen: Dem Cirkus Verdensteater („Zirkus Welttheater“), dem Haus des Chat Noir, einem Revuetheater und dem Tanzlokal Røde Mølle (Rote Mühle). Alle Gebäude wurden im Frühjahr 1935 geschlossen und 1937 abgerissen.

### Cirkus Verdensteater
Der Cirkus Verdensteater war ein stattlicher Rundbau und war im Jahr 1890 für rund 300.000 Norwegische Kronen aus rotem Ziegelstein errichtet worden. Er hatte einen Innendurchmesser von 42 Metern und eine Kuppelhöhe von 32 Metern und eine Grundfläche von rund 3.200 m². Der Zirkus wurde als feste Spielstätte für unterschiedliche Schaustellerbetriebe genutzt, so war der zu der damaligen Zeit international bekannte dänische Cirkus Schumann regelmäßiger Gast. Auch die erste Kinovorstellung des Landes am 6. April 1896 erfolgte hier. Der Zirkus verfügte über eine eigene Kapelle und zahlreiche fest engagierte Musiker und Artisten. Im Umfeld des Zirkusgebäudes lagen Stallungen und Nebengebäude. 
Nach dem Abriss und der Neugestaltung des Geländes entstand auf einem Teil des ehemaligen Zirkusgeländes 1937 das „Klingenberg Kino“.

### Chat Noir
Das Chat Noir (französisch für "Die schwarze Katze") war ein Kabarett- und Revuetheater, das im Jahr 1912 durch Bokken Lasson gegründet wurde. Nach dem Ende des Tivoli und dem Abriss des Theatergebäudes 1937 zog das Chat Noir in die Klingenberggata 5, wo es bis heute als Musik- und Kindertheater existiert.

### Røde Mølle
Das Tanzlokal Røde Mølle wurde im Jahr 1920 eingerichtet und galt in den 1920er und 1930er Jahren als das bekannteste und beliebteste Nachtlokal in Oslo. Das Gebäude trug auf dem Dach eine weithin sichtbare, rot gestrichene stilisierte Windmühle. Es war in Programm und Ausstattung vom französischen Moulin Rouge inspiriert. Der Gastraum war um eine zentral gelegene Tanzfläche arrangiert und wies auf der dem Eingang gegenüberliegenden Seite eine Bühne auf. Zur Eröffnung spielte das damals populäre amerikanische Jazzorchester Don Parker. Neben zahlreichen Gastauftritten von norwegischen und internationalen Musikern, unterhielt das Haus bis zu seinem Ende ein eigenes Orchester. Ein Jahr nach dem Ende des Tivoli endete 1936 auch die Geschichte der Røde Mølle.